# My.Games
My.Games (укр. Мої.Ігри) — розробник і видавець відеоігор російського походження з головним офісом в Амстердамі, Нідерланди.
Після початку повномасштабної війни Росії проти України у 2022 році компанія зазнала суттєвих змін у структурі власності та напрямках діяльності. У вересні 2022 року VK оголосила про продаж My.Games іноземному інвестору. Продаж став частиною стратегії виходу бренду з російського ринку на тлі міжнародних санкцій, зростаючого тиску на російський IT-бізнес і загальної ізоляції країни. Внаслідок угоди російський сегмент було виокремлено в нову компанію Astrum Entertainment. Сам бренд My.Games продовжив діяльність як міжнародний видавець.

## Історія

### Передісторія
Ігровий розділ «Игры Mail.ru», присвячений комп’ютерним іграм, був запущений на порталі Mail.ru 23 травня 2006 року. У ньому публікувалися новини, рецензії, скриншоти нових ігор, відеоогляди та інші матеріали, присвячені ігровій індустрії. Проєкт реалізовано спільно з компанією IT Territory.
5 грудня 2007 року на базі кількох ігрових компаній, зокрема Nival Online, IT Territory та Time Zero, було створено російський ігровий холдинг Astrum Online Entertainment.
1 грудня 2009 року Mail.ru Group оголосила про придбання холдингу Astrum Online Entertainment, а в березні 2010 року провела ребрендинг, об'єднавши всі ігрові активи під брендом «Игры Mail.ru».
У 2013 році Mail.ru Group відкрила офіс у Маунтін-В’ю (США) і запустила міжнародний бренд My.com, під яким компанія почала випускати ігрові продукти за межами Росії. У 2016 році було придбано розробника мобільних ігор Pixonic, що засвідчило наміри компанії активно розвивати мобільний напрям.

### My.Games
У 2017 році в межах ігрового підрозділу було створено інвестиційний напрям Mail.ru Games Ventures, який у 2020 році перейменували на My.Games Venture Capital.
30 травня 2019 року Mail.ru Group об'єднала всі свої ігрові активи під єдиним брендом My.Games.
16 серпня 2019 року на конференції Gamescom 2019 у Кельні компанія анонсувала запуск глобальної ігрової платформи My.Games Store, яка у грудні того ж року вийшла в публічну бета-версію.
У січні 2020 року аналітична платформа App Annie включила Mail.ru Group до трійки найуспішніших європейських видавців мобільних застосунків за обсягом виручки.
У квітні 2020 року My.Games консолідувала студію BeIngame, відомою мобільною грою Zero City. У жовтні 2020 року компанія придбала контрольний пакет акцій студії Deus Craft за 49,1 мільйона доларів США; флагманським продуктом студії стала мобільна гра Grand Hotel Mania, випущена в липні 2020 року.

### Реструктуризація
27 вересня 2022 року компанія VK оголосила про продаж бренду My.Games Олександру Чачава, керівному партнеру венчурного фонду LETA Capital. Сума угоди склала 642 мільйони доларів США.
У зв'язку з повномасштабним вторгненням Росії в Україну в грудні 2022 року стало відомо про реструктуризацію бізнесу: російський сегмент було вирішено виокремити в нову компанію Astrum Entertainment, яка отримала ліцензію на видання ігор My.Games у Росії. Astrum Entertainment перебуватиме під контролем ігрової компанії Innova. Водночас My.Games залишить російський ринок. Компанія Astrum Entertainment зберегла всі локальні команди, що працюють над проєктами в Росії.

## Санкції в Нідерландах
У липні 2024 року nos.nl повідомив, що дочірня компанія My Games (Boosty) активно збирала гроші для російських солдатів. Представник підрозділу фінансової розвідки Нідерландів (FIU) повідомив: «Це було б випадком ухилення від санкцій, і це злочин».

## Студії
- Studio Nord

- Pixonic

- Bit.Games

- IT Territory

- Pushkin

- Whalekit

- Panzerdog

- Swag Masha

- Deus Craft

- Global Operations Department

- Mamboo Games[16]